# 武士的一分
《武士的一分》（日语：武士の一分）是2006年12月1日上映的日本電影，由木村拓哉主演。本片為繼《黃昏的清兵衛》（2002年）與《隱劍鬼爪》（2004年）後，山田洋次武士三部曲中的最後一作。